# SoftBank 103SH
AQUOS PHONE 103SH（アクオス フォン イチマルサンエスエイチ）は、シャープが開発しソフトバンクモバイルが販売するAndroid搭載スマートフォンである。

## 概要
009SHの事実上の後継機種で、今回は新たに防水性能を備えている。

従来の緊急地震速報に加えて、国や地方公共団体が発信する災害・避難情報の速報通知も受信することが可能であり、これらを「緊急速報メール」としてサポートしている。

また、エコ技機能や赤外線通信・ワンセグ・おサイフケータイに対応しているが、ULTRA SPEEDには非対応である。

## その他機能
| 主な対応サービス | 主な対応サービス  | 主な対応サービス                       | 主な対応サービス                                |
| ---------------- | ----------------- | -------------------------------------- | ----------------------------------------------- |
| タッチパネル     | QHD液晶 4.0インチ | フルブラウザ                           | 3G ハイスピード 下り最大14Mbps／上り最大5.7Mbps |
| Android 2.3      | Flash 10.3        | WiFi                                   | GPS                                             |
| 800万画素カメラ  | ワンセグ          | デジタルオーディオプレーヤー(AAC)(WMA) | おサイフケータイ                                |
| Bluetooth        | 赤外線通信        | 緊急速報メール                         | 防水                                            |

## 歴史
- 2011年9月29日 - 2011年度冬春モデル発表会にて発表。
- 2012年1月20日 - 発売。